# Llista d'obres literàries publicades a Asia Raya

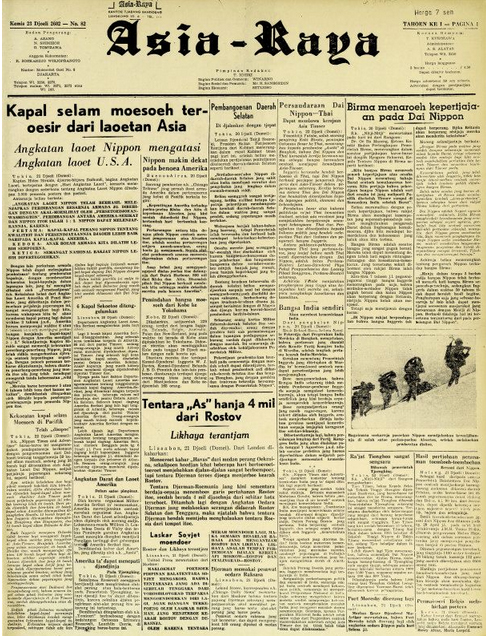
Coberta de l'exemplar dAsia Raya del 23 de juliol de 1942

Un total de seixanta-nou poemes, seixanta contes i tres sèries foren publicats a Asia Raya, un periòdic de les Índies Orientals Neerlandeses i de l'antiga Indonèsia. Imprès per primer cop el 29 d'abril de 1942, mesos abans que l'Imperi del Japó envaís les Índies, Asia Raya s'establí sota un govern d'ocupació i estava pensat per ser un mitjà de la propaganda projaponesa, incloent-hi literatura. Mantingut per personal tant japonès com nadiu, el periòdic es publicà fins al 7 de setembre de 1945, menys d'un mes després de la declaració d'independència d'Indonèsia.
Durant l'ocupació, els governants suprems japonesos promulgaren els estàndards de la censura, els quals Asia Raya –com a òrgan de les forces ocupants– seguí estrictament. Els redactors que tenien intenció de veure les seves obres publicaves tenien els temes seleccionables limitats pel Centre Cultural de Jakarta (en indonesi, Poesat Keboedajaan; en japonès, Keimin Bunka Shidōsho, 啓民文化指導所). Se'ls deia que les obres que tractessin sobre les dificultats internes o temes depressius "enverinarien" la societat amb confusió i desesperació. En comptes d'això, els redactors que volien que les seves obres veiessin la llum s'havien de centrar en temes positius que poguessin instil·lar sentiments positius en la societat; al final de l'ocupació, això representà un problema nacionalista (nacionalisme indonesi). Per tal de subvertir aquestes polítiques, els escriptors normalment amagaven subtexts personals anticolonials en les seves obres.
Els contribuïdors d'Asia Raya eren japonesos o nadius; aquests darrers eren més actius. També es publicaren les traduccions d'obres de dos autors estrangers, Rabindranath Tagore i Mahatma Gandhi. L'escriptor que aparegué més cops al periòdic fou Rosihan Anwar, un recent graduat de batxillerat, qui hi publicà set poemes i nou contes mentre treballava per l'empresa. Andjar Asmara, un exdirector de cinema, publicà dues sèries, ambdues basades en pel·lícules que havia fet abans d'aquesta nova feina.
La llista a continuació es divideix en tres taules, una per poemes, una per contes i una per sèries. Els noms dels autors estan especificats tal com apareixen a Asia Raya, amb notes d'explicació que indiquen el pseudònim, si és el cas. Els títols es donen en l'ortografia original amb una traducció literal al català a sota. Les dates, originalment en el calendari japonès (kōki, 皇紀) es presenten transformades en el calendari gregorià. Excepte que es denoti el contrari, la llista està basada en la compilada per Mahayana (2007, p. 209–215).

## Poemes

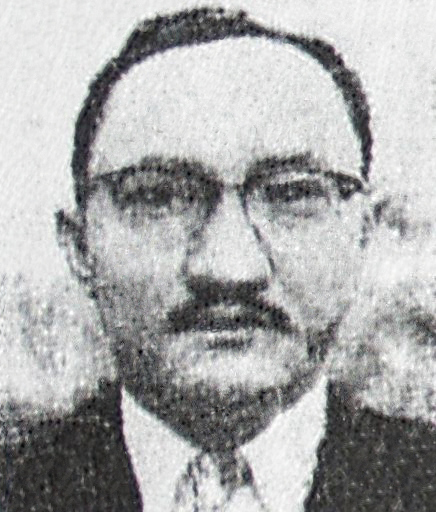
Usmar Ismail publicà diversos poemes i contes.

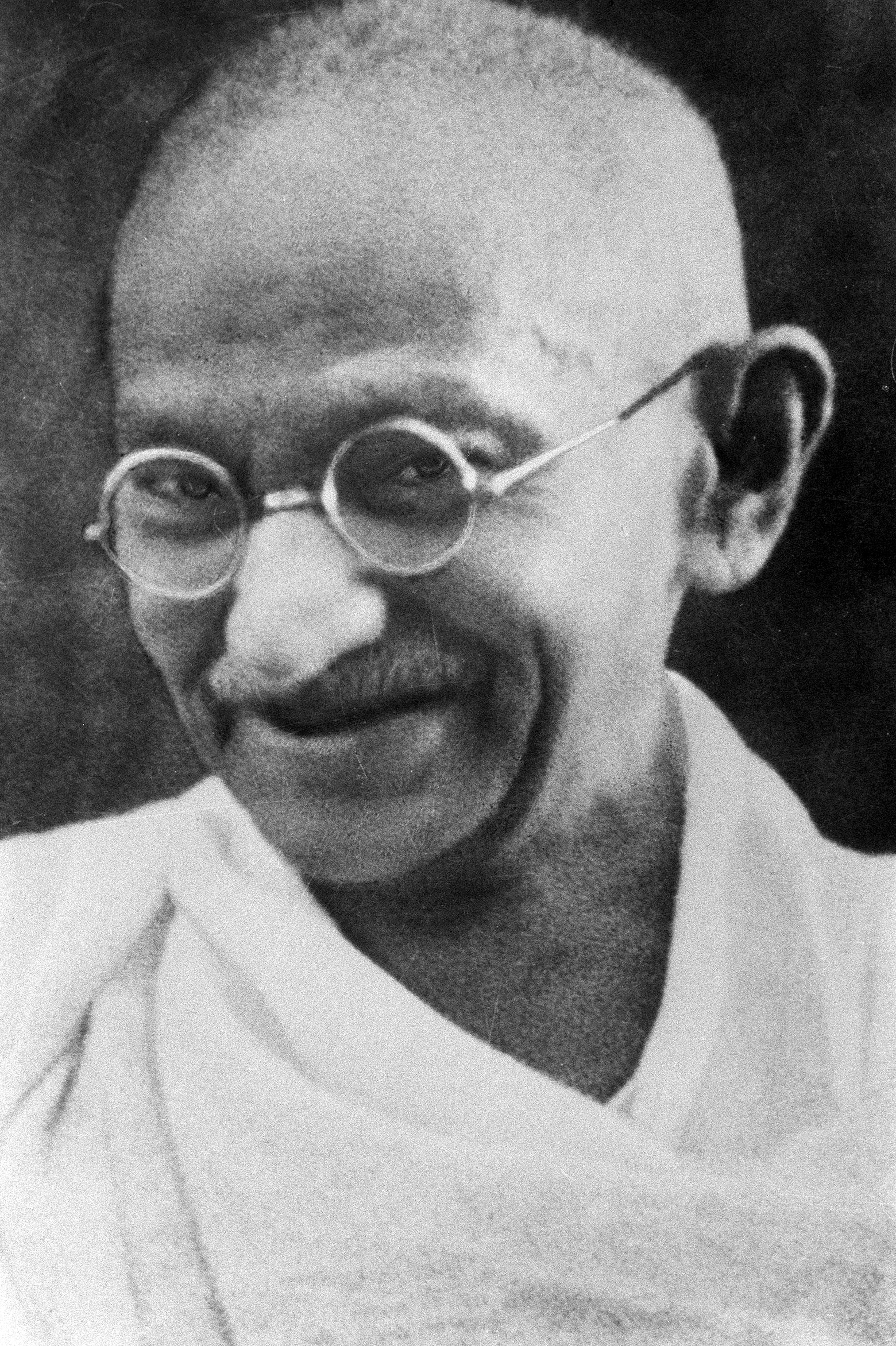
Un poema de Mohandas Karamchand Gandhi fou traduït i publicat.

| Títol                                                                                      | Data             | Autor                      | Nota  |
| ------------------------------------------------------------------------------------------ | ---------------- | -------------------------- | ----- |
| Al-Qoeran al-Karim L'Alcorà de Karim                                                       | 15 juny 1945     | Hj. Aboebakar              |       |
| Angin Foedji Vents de Fuji                                                                 | 3 juliol 1943    | Usmar Ismail               |       |
| Angkatan Baroe Nou període                                                                 | 22 maig 1945     | Rosihan Anwar              |       |
| Angkatankoe El meu període                                                                 | 29 maig 1945     | B.H. Loebis                |       |
| Asia Raya Gran Àsia                                                                        | 21 maig 1942     | St. P.B.                   |       |
| Banjak Arti Kilat Matamoe Els molts significats en els teus ulls                           | 2 juny 1942      | Darmawidjaja               |       |
| Bantoean Toean Ajuda del Senyor                                                            | 6 setembre 1944  | Romoesha                   |       |
| Bermoekim di Moesim Bertanam di Zaman Viure durant la temporada, fer la collita en l'època | 31 maig 1942     | St. P.B.                   |       |
| Boenglon Camaleó                                                                           | 26 novembre 1942 | Gegap Gempita              |       |
| Dharma Pemoeda Religió de la joventut                                                      | 28 juny 1945     | B. Rangkoeti               |       |
| Diponegoro                                                                                 | 8 febrer 1945    | Rosihan Anwar              |       |
| Djangan Tak Goena No pas inútil                                                            | 11 juny 1945     | Karim Halim                |       |
| Djeritan Hidoep Baroe Plor d'una nova vida                                                 | 5 abril 1945     | Rosihan Anwar              |       |
| Djeritan Malam Plor en la nit                                                              | 10 juliol 1945   | Noersamsoe                 |       |
| Doa Pregària                                                                               | 17 febrer 1945   | B. Rangkoeti               |       |
| Doa Pregària                                                                               | 6 juliol 1945    | B.H. Loebis                |       |
| Doa Pregària                                                                               | 25 agost 1945    | H.B. Jassin                |       |
| Dokoritoe Independència                                                                    | 2 juny 1945      | Takahashi Taisa            | [ b ] |
| Fadjar Naik Comença l'alba                                                                 | 23 juny 1945     | A. Soebyarto               |       |
| Gita Negara Cançó de l'Estat                                                               | 27 febrer 1943   | M.S. Azhar                 |       |
| Hari Raja Festa                                                                            | 30 setembre 1943 | Djoeffrie                  |       |
| Hasrat Angkatanku Les necessitats del meu període                                          | 16 juliol 1945   | Afandi Ridhwan             |       |
| Indahlah Noesa Formoses illes                                                              | 10 juny 1944     | Rosihan Anwar              |       |
| Ingatlah Recordatori                                                                       | 1 gener 1943     | Desconegut                 | [ c ] |
| Kebesarannja Sa Majestat                                                                   | 23 agost 1945    | Karim Halim                |       |
| Kenangan Diponegoro Recordant Diponegoro                                                   | 7 febrer 1945    | Ma'roef Anas               |       |
| Kepada Toean To, Sir                                                                       | 28 juny 1945     | Desconegut                 | [ d ] |
| Kewadjiban Deure                                                                           | 21 agost 1945    | H.B. Jassin                |       |
| Kisah di Waktoe Pagi Una història al matí                                                  | 1 abril 1944     | Rosihan Anwar              |       |
| Kodrat Waktoekoe Natura del meu temps                                                      | 8 juliol 1944    | Soetomo Djaoehar Arifin    |       |
| Laoetan Oceà                                                                               | 21 juny 1942     | Roestam Effendi            |       |
| Lebah Sekawan Eixam d'abelles                                                              | 23 gener 1943    | Boedi Moerni               |       |
| Loekisan Dibuix                                                                            | 10 abril 1944    | Rosihan Anwar              |       |
| Menghadapi Moesoeh Encarant l'enemic                                                       | 25 juliol 1945   | Toha                       |       |
| Menoedjoe Tjita Cap a l'esperança                                                          | 18 juliol 1945   | S. Wakidjan                |       |
| Minat Poetra Dewasa El desig d'un noi gran                                                 | 9 març 1943      | M.S. Azhar                 |       |
| Moesafir Caminant                                                                          | 29 març 1945     | Rosihan Anwar              |       |
| Moesoeh Mendarat di Balikpapan Enemic aterrant a Balikpapan                                | 7 juliol 1945    | Takahashi Taisa            |       |
| NamaMoe Toehan El teu nom, Déu                                                             | 13 juliol 1945   | Karim Halim                |       |
| Njanjian dari Pendjara Cançons des de la presó                                             | 21 juliol 1943   | Mohandas Karamchand Gandhi | [ e ] |
| Pahlawankoe El meu heroi                                                                   | 21 juliol 1945   | Agni Wiratma               |       |
| Pandai Besi Ferrer                                                                         | 16 octubre 1943  | Noersamsoe                 |       |
| Pembangoenan Nippon Baroe Construint un nou Japó                                           | 11 febrer 1943   | Desconegut                 |       |
| Pemoeda Kini Bergelora La joventut és apassionada                                          | 24 juliol 1945   | A. Djaoehari               |       |
| Pemoeda Perantara Joventut al mig                                                          | 2 juny 1945      | Noersamsoe                 |       |
| Pemoeda Perdjuangan Joventut en problemes                                                  | 30 juny 1945     | Takahashi Taisa            |       |
| Pemoeda Zaman Joventut de l'època                                                          | 23 maig 1945     | Karim Halim                |       |
| Pentjalang                                                                                 | 12 juny 1943     | M.S. Azhar                 |       |
| Perdjuangan Seriboe Djoeta Manoesia Lluita de mil milions de persones                      | 28 octubre 1943  | Hassan Noel Arifin         |       |
| Permenoengan Reflexió                                                                      | 17 maig 1942     | Darmawidjaja               |       |
| Poeasa Dejuni                                                                              | 19 agost 1944    | Noer Soetan Iskandar       |       |
| Ratna Satria Ratna, el cavaller                                                            | 5 juny 1943      | B.H. Loebis                |       |
| Renoengkan Sedjenak Contempla un moment                                                    | 23 juny 1945     | El Hakim                   | [ f ] |
| Renoengkan Sedjenak Contempla un moment                                                    | 27 juny 1945     | Hartono Andjasmara         |       |
| Satoe Arti Un significat                                                                   | 31 juliol 1945   | Suchitra                   |       |
| Sayat Sembiloe El ganivet Sayat                                                            | 21 novembre 1942 | Darmawidjaja               |       |
| Sebelum Perdjoeangan Abans de les dificultats                                              | 19 juny 1945     | Taslim Ali                 |       |
| Semangat Pemoeda Passió de la joventut                                                     | 12 juny 1945     | Panyam Noer                |       |
| Soeara Sedjarah Veu de la història                                                         | 14 juliol 1945   | Taslim A.                  |       |
| Soenting Melati Aconseguint Jasmine                                                        | 1 gener 1943     | Gegap Gempita              |       |
| Soerat Antjaman Carta amenaçadora                                                          | 17 maig 1942     | Cloboth                    |       |
| Tanah Airkoe La meva pàtria                                                                | 8 juliol 1944    | Usmar Ismail               |       |
| Tekad Boelad Determinació                                                                  | 17 juliol 1945   | Wiwiek Hidajati            |       |
| Tempat Pemoeda Lloc per la joventut                                                        | 7 novembre 1943  | Koesoema Endah             |       |
| Terima Kasih Iboe Gràcies mare                                                             | 22 desembre 1944 | H.R.                       |       |
| Tetap Estable                                                                              | 11 juliol 1945   | Desconegut                 |       |
| Tinggalkan Dakoe di dalam Sunji Deixa'm en silenci                                         | 16 maig 1942     | Darmawidjaja               |       |
| Tjiptakan Doenia Bahagia Crea un món feliç                                                 | 19 juliol 1945   | H.B. Jassin                |       |
| WahjoeMoe Koedoes La teva revelació sagrada                                                | 20 juliol 1945   | Karim Halim                |       |

## Contes

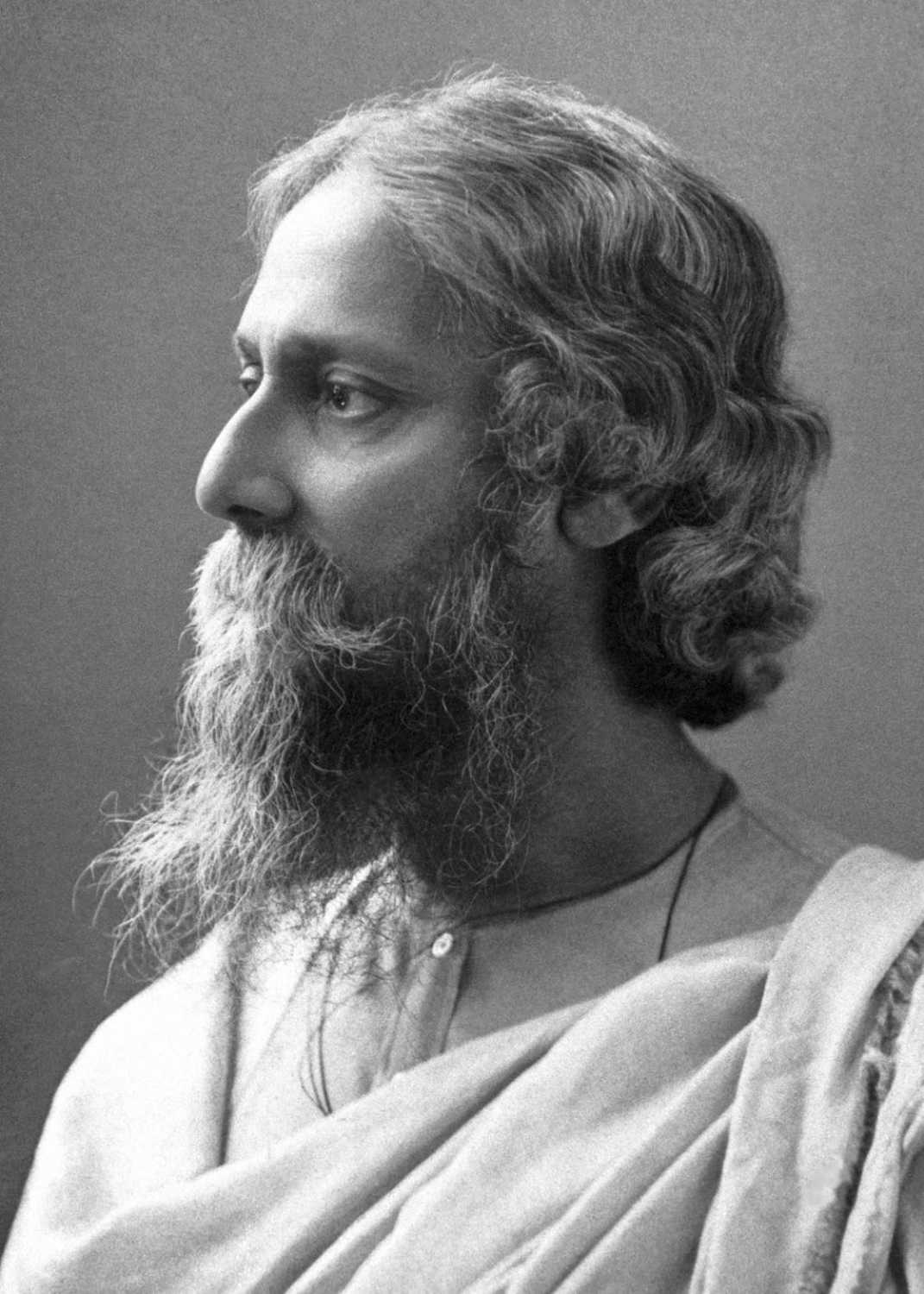
Dos contes de Rabindranath Tagore foren traduïts i publicats.

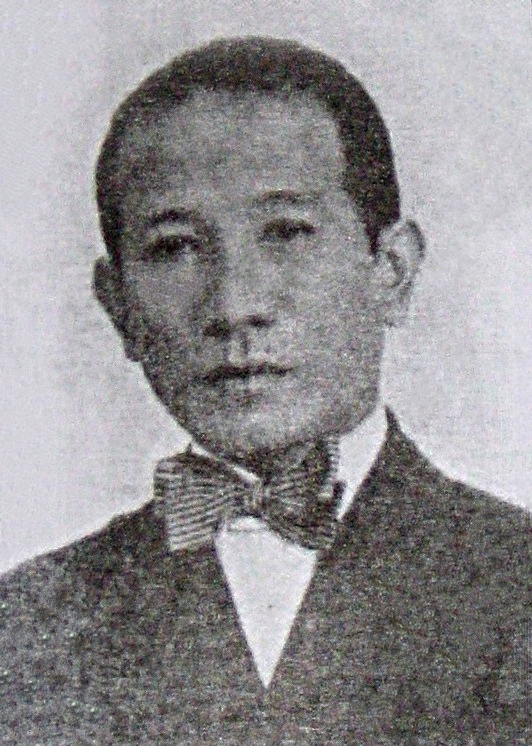
Andjar Asmara publicà tres contes i dues sèries.

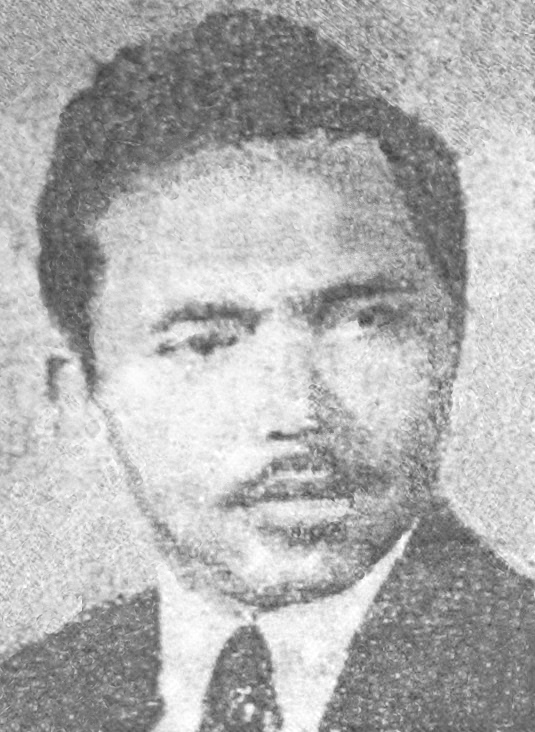
D. Djojokoesoemo publicà un sol conte.

| Títol                                                             | Data                        | Autor                   | Nota  |
| ----------------------------------------------------------------- | --------------------------- | ----------------------- | ----- |
| Aroes Mengalir El corrent que flueix                              | 15 juliol 1944              | Karim Halim             |       |
| Batoe Roca                                                        | 1 febrer 1944               | Tetsoekitji Kawai       | [ g ] |
| Beladjar jang Penghabisan Els darrers estudis                     | 14 gener 1943               | Sastrosoewignjo         |       |
| Bintang Koekoes Estel de vapor                                    | 1 gener 1943                | O.S.                    | [ h ] |
| Boekan Karena Akoe No pas per mi                                  | 15 abril 1944               | Aoh Kartahadimadja      |       |
| Darah Laoet Sang del mar                                          | 1 juliol 1944               | H.B. Jassin             |       |
| Dengan Dibimbing oleh Toehan Amb la guia de Déu                   | 25 juliol 1945              | Achdiat Karta Mihardja  |       |
| Di dalam Mesdjid A la mesquita                                    | 1 juny 1945                 | Darsjaf Rachman         |       |
| Di Moesim Panen En la temporada de collita                        | Desconegut                  | Cloboth                 |       |
| Di Tempat Asoehan Garoeda On es guarda el Garuda                  | 15 gener 1944               | Hoemio Niwa             | [ g ] |
| Dimana (Daidantjoo) On és (Daidantjoo)                            | 10 maig 1945                | Rosihan Anwar           | [ i ] |
| Ditjari Buscat                                                    | 14 juny 1942                | Andjar Asmara           | [ j ] |
| Djawabnja La resposta                                             | 21 juny 1942                | Zahar                   |       |
| Djiwa Pahlawan Ànima d'un heroi                                   | 1 juny 1944                 | Hodidjah Machtoem       |       |
| Djoeroe Rawat Infermera                                           | 15 febrer 1945              | Poetra Zaman            |       |
| Djoewariah                                                        | 12 gener 1945               | Rosihan Anwar           |       |
| Djonggol Desa Representant del poble                              | 14 abril 1945               | Rosihan Anwar           |       |
| Doenia Tjopet Món de carteristes                                  | 2 maig 1942                 | Abu Sulaiman            |       |
| Dosa jang Tak Dapat Diampoeni Pecat inoblidable                   | 21 juny 1942                | A.A.                    |       |
| Dr. Soegianto                                                     | 3 febrer 1945               | Rosihan Anwar           |       |
| Gadis Berkoedoeng Perioek Kaju Noia mutilada per un test de fusta | 9 octubre 1943              | S. Harutaro             |       |
| Hoedjan dan Panas Pluja i calor                                   | 10 febrer 1945              | Noersamsoe              |       |
| Indonesia Tanah Kekasih Indonesia, terra d'enamorats              | 6 setembre 1945             | Usmar Ismail            |       |
| Irama Masa Ritme dels temps                                       | 27 gener 1945               | Poetra Zaman            |       |
| Isjarat Anai-Anai Senyals de tèrmits                              | 28 juny 1945                | Soedjani                |       |
| Kemedja Lama Samarreta vella                                      | 14 juliol 1945              | Inoe Kertapati          |       |
| Ketika KOKKI Moelai Berkibar di Djawa Quan KOKKI floreix a Java   | 23 febrer 1943              | Maru Furura             |       |
| Kitjizo ke Medan Perang Kitjizo va al camp de batalla             | 1 gener 1944                | Josikei Hino            | [ k ] |
| Kjai Gondolajoe                                                   | 16 juny 1945                | Darmawidjaja            |       |
| Korban Gadis Víctima virginal                                     | 1 abril 1943                | Winarno                 |       |
| Lajar Poetih Pantalla blanca                                      | 1 abril 1944                | Usmar Ismail            |       |
| Laoet Perhoeboengan Mars que connecten                            | 15 juliol 1944              | Desconegut              |       |
| Latihan Gerilja Entrenament de guerrilla                          | 26 maig 1945                | Inoe Kertapati          |       |
| Melangkah Teroes Segueix avançant                                 | 11 juliol 1945              | Desconegut              |       |
| Memoedja Majat Kekasih Venerant el cadàver d'un enamorat          | 8 maig 1942                 | Kamadjaja               |       |
| Menjamboet Poeasa Donant la benvinguda al dejuni                  | 17 agost 1944               | Rosihan Anwar           |       |
| Mr. Doel                                                          | 5 juliol 1942               | Andjar Asmara           | [ j ] |
| Oentoek Saoedara Per tu                                           | 15 juny 1943                | Rosihan Anwar           |       |
| Pahlawan Moeda Heroi jove                                         | 26 agost 1944               | Rosihan Anwar           |       |
| Pak Sewo Senyor Sewo                                              | 24 abril 1945               | Noersamsoe              |       |
| Pak Tani Poelang El retorn del granger                            | 22 maig 1943                | Desconegut              |       |
| Paman Koe El meu oncle                                            | 15 juny 1944                | Rosihan Anwar           |       |
| Pandai Besi Ferrer                                                | 1 setembre 1944             | D. Djojokoesoemo        |       |
| Pemoeda Pantjaroba Joventut en transició                          | 1 agost 1944                | Soetomo Djaoehar Arifin |       |
| Perdjoeangan Batin Lluita de la ment                              | 31 maig 1942                | Tabrani Adris           |       |
| Perhitoengan Njawa Ànimes que compten                             | 10 maig 1942                | Hamid                   | [ l ] |
| Pertjintaan dan Pengorbanan Amor i sacrifici                      | 4 setembre 1943             | S. Harutaro             |       |
| Poetri Pertiwi Princesa Pertiwi                                   | 24 maig 1945                | Soetomo Djaoehar Arifin |       |
| Pradjoerit Nogikoe Soldat de Nogiku                               | 5 febrer 1944               | Kan Kikotji             | [ g ] |
| Ratapan"                                                          | 10 maig 1942                | Rabindranat Tagore      | [ m ] |
| Resiko Goenting Problema amb tisores                              | 12 maig 1942                | Cloboth                 |       |
| Salah Sangka Equivocat                                            | 30 setembre 1943            | Katjamata               |       |
| Seboeah Bingkisan Un paquet                                       | 1 febrer 1945               | Aoh Kartahadimadja      |       |
| Seroean Azan Avís d'Adhan                                         | 17 maig 1945                | Karim Halim             |       |
| Si Amat Toekang Betjak Amat, el conductor de bicitaxi             | 8 gener 1943 i 9 gener 1943 | M. Basri                | [ l ] |
| Soeara jang Memberi Ilham Veu que inspira                         | 5 maig 1942                 | Andjar Asmara           | [ j ] |
| Tamoe Convidat                                                    | 2 juny 1942                 | Rabindranat Tagore      | [ n ] |
| Tanda Bahagia Signe de felicitat                                  | 1 setembre 1944             | Bakri Siregar           |       |
| Toentoenan Guia                                                   | 21 agost 1945               | Darmawidjaja            |       |
| Trem Berdjalan Teroes El Trem continua el viatge                  | 12 juny 1943                | Rosihan Anwar           |       |

## Sèries
| Títol        | Data                            | Autor         | Nota        |
| ------------ | ------------------------------- | ------------- | ----------- |
| Kartinah     | 30 abril 1942 a 25 juny 1942    | Andjar Asmara | [ j ] [ 6 ] |
| Noesa Penida | 30 juny 1942 a 14 setembre 1942 | Andjar Asmara | [ j ] [ 6 ] |
| Roekmini     | 21 gener 1921 a 19 febrer 1943  | E.S.N.        | [ 6 ]       |